# بی۹۲
بی۹۲ (انگلیسی: B92) شرکت رسانه‌ای صربستانی است، که در سال ۱۹۸۹ تأسیس شد.